# Watching the Moon at Night
Watching the Moon at Night är en svensk dokumentärfilm om terrorism och antisemitism från 2015, regisserad av Joanna Helander och Bo Persson.

## Innehåll
Filmen behandlar samtida terrorism, antisemitism och sambandet dem emellan. Den är inspelad i sex länder och fokuserar på offrens upplevelser i frågan.

## Produktion
Filmen är producerad av Kino Koszyk HB, med stöd av Svenska Filminstitutet (filmkonsulent Marianne Ahrne) och Film i Väst.
2008 skrev SVT Göteborg ett avtal om att samproducera filmen och den finansierades delvis med pengar från SVT. Därefter avvecklades dokumentärredaktionen i Göteborg och omkring 2015 sade SVT upp avtalet med filmarna och menade att filmen inte längre var en samproduktion med SVT. SVT ville inte visa filmen och projektledaren på SVT Dokumentär sade att han 2016 inte ens hade sett filmen.
I ett manusskede skrev Folkets Bio Distribution ett Letter of Intent och ett distributionsintyg för visning av filmen, men när den presenterades för Folkets Bio menade de att filmen var ofärdig och inte passade för bio.

## Visningar
Filmen förhandsvisades i Sveriges riksdag, har visats på Svenska Filminstitutet och inbjöds även att visas i Europaparlamentet i Bryssel. Den har visats i mer än femton länder på festivaler och i andra sammanhang, inklusive i New York, Paris, Warszawa och Jerusalem.
I en längre intervju 2019 berättade Bo Persson om det avslutade samarbetena med SVT och Folkets Bio och svårigheterna att få filmen visad i Sverige.